# Strategiskt koncept
Ett Strategiskt koncept är inom militäralliansen Nato ett dokument som anger målsättningen och ramarna för alliansens verksamhet. Det gällande strategiska konceptet är det näst viktigaste politiska dokumentet inom organisationen efter Nordatlantiska fördraget.
Organisationen tog fram fyra strategiska koncept under kalla kriget och har utvecklat ytterligare fyra sedan dess. Medlemsländerna antog ett nytt strategiskt koncept 29 juni 2022 vid Natotoppmötet i Madrid.

## Under kalla kriget
Under kalla kriget togs de strategiska koncepten fram av Natos militära organisation och var hemligstämplade. Det första har fått sin förkortning efter Natos försvarskommitté (Defence Committee, DC) och de senare efter Militärkommittén (Military Committee, MC).

### DC 6/1
Nordatlantiska fördraget är ett allmänt hållet dokument som inte pekar ut någon motståndare eller specifik operativ riktning för alliansen. Som motprestation för de ekonomiska bidrag som USA beviljade de europeiska Nato-medlemmarna utarbetades alliansens första strategiska koncept. DC 6/1 antogs 6 januari 1950 och lade tonvikten på det gemensamma försvarets avskräckande verkan. Dokumentet redogjorde för situationen gentemot Sovjetunionen och betonade betydelsen av USA:s kärnvapen för samarbetet.

### MC 3/5
Alliansens andra strategiska koncept antogs 3 december 1952. Det lade vikt på att sätta in trupper direkt för att försvara varje del av Nato-territoriet. Dokumentet öppnade även upp för att använda kärnvapen efter behov för att kompensera för de konventionella stridskrafternas eventuella tillkortakommanden.

### MC 14/2
Det tredje strategiska konceptet som antogs 23 maj 1957 inkorporerade den tre år tidigare antagna doktrinen om "massiv vedergällning". Enligt principen skulle kärnvapen sättas in på ett tidigt skede vid ett eventuellt angrepp.

### MC 14/3
Kalla krigets sista och fjärde strategiska koncept antogs 12 december 1967. Under parollen "flexibel respons" minskade betoningen på kärnvapen. Istället utarbetades en doktrin där lika skulle mötas med lika, där eskaleringen var kontrollerad och kärnvapen betecknades som en sista utväg.

## Efter kalla kriget
Efter kalla kriget har Natos politiska organisation ansvarat för utarbetningen av de strategiska koncepten som sedan publicerats offentligt. Natos ambition har under tidsperioden varit att uppdatera sitt gällande strategiska koncept efter omkring tio år.

### Femte konceptet
Alliansens femte strategiska koncept antogs 8 november 1991 och fastslog att koncepten hädanefter inte skulle hemligstämplas utan publiceras öppet. Dokumentet förordade vikten av att bredda alliansens säkerhetsarbete och främja dialog med både partners och motståndare. Betoningen på kärnvapen minskades ytterligare.

### Sjätte konceptet
Det sjätte strategiska konceptet antogs i april 1999. Utöver det kollektiva försvaret pekades internationella operationer och krishantering ut som alliansens huvuduppgifter. Beskrivningen av hotbilden ändrades där terrorism, etniskt rensning och spridning av massförstörelsevapen pekades ut som problemområden. Att medverka till försvaret av mänskliga rättigheter och spridandet av demokratiska värderingar fastslogs som viktiga uppgifter för samarbetet.

### Sjunde konceptet – "Active Engagement, Modern Defence"

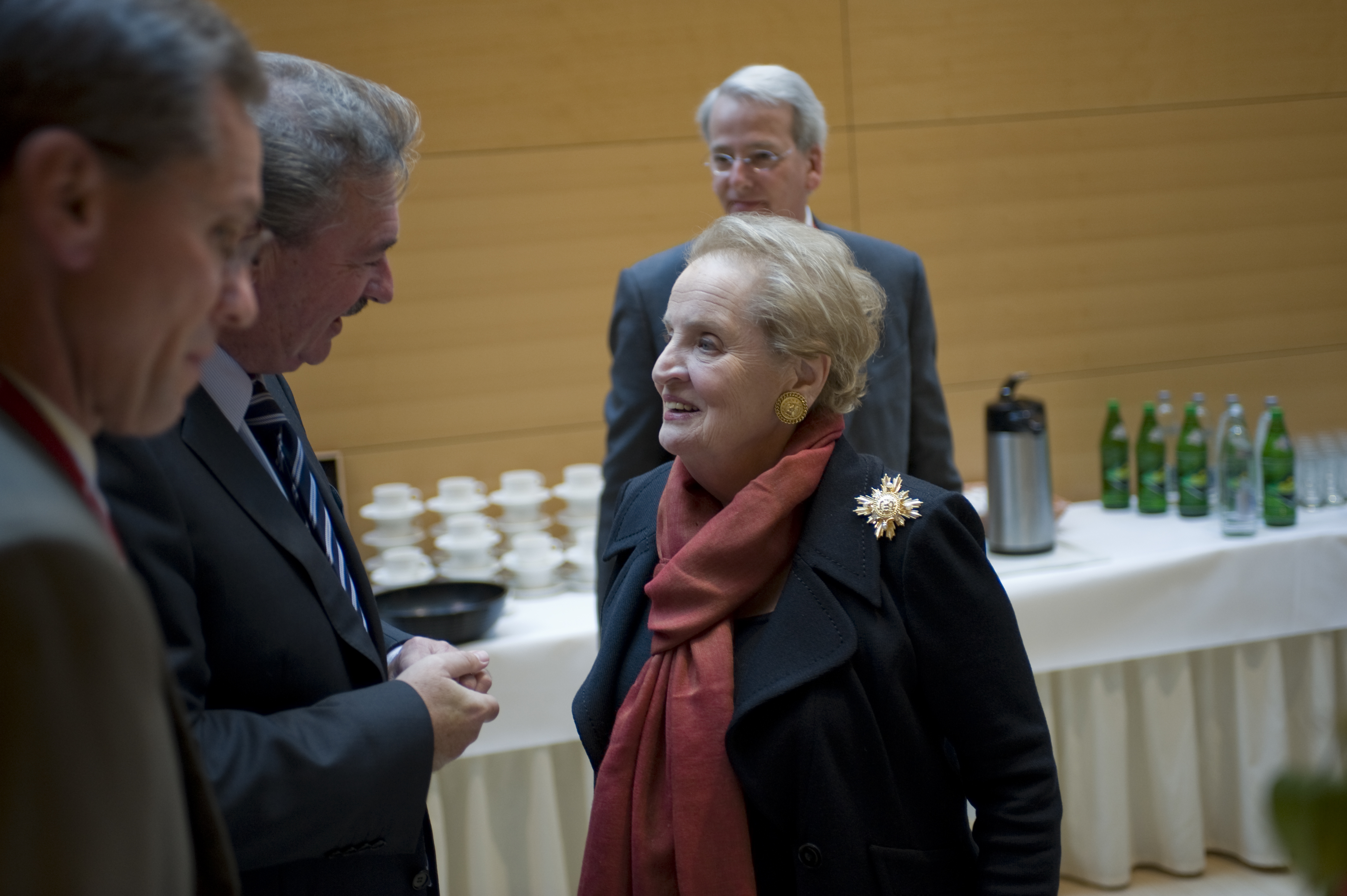
Madeleine Albright samtalar med Luxemburgs utrikesminister Jean Asselborn under ett seminaridiskussion om det nya strategiska konceptets utformning 2009.

Natos sjunde strategiska koncept antogs vid Natotoppmötet i Lissabon 2010. Huvudförfattare var Anders Fogh Rasmussen och detta var första gången Natos generalsekreterare hade så pass direkt kontroll över konceptets utformning. Ett flerårigt förarbete hade genomförts av en expertgrupp med ledamöter från 12 Natoländer under ledning av Madeleine Albright.

### Åttonde konceptet
Antogs 29 juni 2022 vid Natotoppmötet i Madrid.